# Calophyllum rivulare
Calophyllum rivulare är en tvåhjärtbladig växtart som beskrevs av Johannes Bisse. Calophyllum rivulare ingår i släktet Calophyllum och familjen Calophyllaceae. Inga underarter finns listade i Catalogue of Life.